# سمير قواسمي
سمير قواسمي (بالفرنسية: Samir Guesmi)‏
```
(و. 
1967
 – 
م
)
[
9
]
 هو 
ممثل
[
10
]
، 
ومخرج سينمائي
[
11
]
، 
وكاتب سيناريو
[
11
]
 من 
فرنسا
.
[
12
]
[
13
]
 ولد في 
باريس
 .
[
14
]
```

## روابط خارجية
- سمير قواسمي على موقع IMDb (الإنجليزية)
- سمير قواسمي على موقع روتن توميتوز (الإنجليزية)
- سمير قواسمي على موقع قاعدة بيانات الأفلام العربية
- سمير قواسمي على موقع ألو سيني (الفرنسية)
- سمير قواسمي على موقع أول موفي (الإنجليزية)
- سمير قواسمي على موقع قاعدة بيانات الأفلام السويدية (السويدية)
- سمير قواسمي على موقع قاعدة بيانات الفيلم (الإنجليزية)
- سمير قواسمي على موقع كينوبويسك (الروسية)